# Капітан міліції
Капітан міліції –  спеціальне звання середнього начальницького складу міліції України в 1991—2015 роках. Також використовувалося чи використовується в державах, де правоохоронним еквівалентом поліції є міліція. Здебільшого, це країни колишнього СРСР та «Соціалістичного табору».
В Україні з 2015 року звання було замінене на «капітана поліції».

## Використання
- СРСР – 1936-1991
- Україна – 1991-2015
- Росія – 1991-2011
- Білорусь – з 1991
- Таджикистан – з 1991
- Узбекистан – 1991-2019

## Історія звання

### СРСР
Постановою ЦВК СРСР і РНК СРСР від 26 квітня 1936 року наказом НКВС № 157 від 5 травня 1936 року для начальницького складу органів робітничо-селянської міліції НКВС СРСР були введені персональні спеціальні звання, які хоч і мали назву подібну до військових звань, але не відповідали їм. Звання «капітан міліції» відносилося до старшого начальницького складу міліції.
В 1939 році відбувається часткова реорганізація і звання «майор міліції» стає найнижчим званням вищого начальницького складу міліції, а звання «капітан міліції», замість нього стає найвищим званням старшого начальницького. Звання капітана міліції відповідало званню полковника в сухопутних силах та капітана II рангу в військово-морських силах РСЧА. В Головному управлінні держбезпеки НКВС еквівалентним званням було спеціальне звання – «капітан державної безпеки».
В 1940 році в РСЧА та РСЧФ для вищого командного складу вводяться генеральські та адміральські звання. На флоті звання капітана І рангу, спускається на один штабель вниз та стає найвищим званням старшого командного складу та стає еквівалентним полковнику у сухопутних силах та ВПС. Капітан міліції став дорівнювати званням полковник та капітан І рангу.
9 лютого 1943 року, Указом Президії Верховної Ради СРСР «Про звання начальницького складу органів НКВС і міліції» замість спеціальних звань в РСМ були введені нові, які у середнього та старшого начальницьких складів співпадали з військовими званнями РСЧА. Для вищого начальницького складу міліції були введені особливі спеціальні звання комісарів міліції 1, 2 та 3 рангів. Найвищим званням молодшого начальницького складу міліції стає звання «капітан міліції» (до 1943 року загальновійськовому званню «капітан» відповідало спеціальне звання «лейтенант міліції»).
В такому вигляді звання проіснувало до розпаду СРСР у 1991 році, після цього увійшовши до ієрархії тих країнах які здобувши незалежність залишили міліційну систему правоохоронних органів.

### Україна
Однією з країн, що в 1991 році залишили міліційну систему правоохоронних органів, стала Україна. Серед спеціальних звань української міліції збереглося і звання капітана міліції.
2 липня 2015 року, згідно зі ст. 80 розділу VII («Загальні засади проходження служби в поліції») Закону України «Про Національну поліцію», були встановлені спеціальні звання поліції. Нові звання дещо відрізняються від попередніх спеціальних звань міліції, звання капітан поліції належить до середнього класу. Згідно з розділом XI «Прикінцеві та перехідні положення», при переатестації працівники міліції, що мали спеціальне звання «капітан міліції», отримують спеціальне звання «капітан поліції».

## Знаки розрізнення
У 1931 році в міліції для позначення посадових розрядів вводиться система знаків розрізнення посадових рангів подібна до армійської, замість попередньої своєрідної системи побудованої на використанні на петлицях певної кількості «геральдичних щитів». В новій системі молодший командний склад позначався певною кількістю трикутників на петлицях, середній командний та начальницький склад — квадратів («кубарів»), старший командний та начальницький склад — прямокутників («шпал»), вищий командний та начальницький склад — ромбів. В 1936 році в РСМ НКВС вводяться персональні спеціальні звання, а також повністю змінюються знаки розрізнення. На петлицях  начальницького складу з’являються просвіти, кількістю відповідною до складу носія. Середній начальницький склад мав по одному просвіту, старший – два, вищий – три просвіта. Також на петлицях, в залежності від звання розташовувалися сріблясті п’ятипроменеві зірочки. Капітан міліції мав на петлицях з двома просвітами по дві зірочки. 
З 1939 року, коли в міліції були введені знаки розрізнення армійського зразка (аналогічні використовувалися у військах НКВС), капітани міліції, отримують на бірюзові петлиці з червоними кантами по три сині «шпали».
В 1943 році згідно з наказом №126 від 18 лютого відповідно Указу Президії Верховної Ради від 9 лютого 1943 року «О введенні нових знаків розрізнення для особового складу органів і військ НКВС» вводяться нові однострої, та нові знаки розрізнення. Замість петлиць вводяться погони на яких стали розміщуватися знаки розрізнення. Також відбувається уніфікація спеціальних звань з військовими (за виключенням вищого складу). Капітани міліції аналогічно до армійських мали на срібних погонах з одним бірюзовим поздовжнім просвітом, по чотири маленькі металеві золотисті п'ятипроменеві зірочки.
В 1969 році в МВС СРСР вводяться нові однострої темно-сірого кольору («маренго») замість синіх, погони також стають сірими з червоними кантами та просвітами.
Після отримання в 1991 році Україною незалежності, перший час використовуюся однострій радянської міліції. 
Постановою Верховної Ради України від 22 квітня 1993 р. № 3135-XII «Про спеціальні звання, формений одяг та знаки розрізнення в органах внутрішніх справ України» встановлені спеціальні звання для осіб начальницького та рядового складу органів внутрішніх справ.
Згідно з наказом МВС України №535 від 24 травня 2002 року «Про затвердження Правил носіння форменого одягу та знаків розрізнення особами начальницького і рядового складу органів внутрішніх справ, військовослужбовцями спеціальних моторизованих військових частин міліції внутрішніх військ Міністерства внутрішніх справ України» були переглянуті знаки розрізнення та однострої .
Таблиця 1.
| 1935 | 1939 | 1939 | 1943 | 1947 | 1958-1961 | 1958-1961 | 1958-1961 |
| ---- | ---- | ---- | ---- | ---- | --------- | --------- | --------- |
|      |      |      |      |      |           |           |           |

Таблиця 2.
| 1965 | 1965 | 1965 | 1965 | 1969-1977 | 1969-1977 | 1969-1977 | 1969-1977 |
| ---- | ---- | ---- | ---- | --------- | --------- | --------- | --------- |
|      |      |      |      |           |           |           |           |

## Кінематограф
- У 1979 році вийшов радянський двосерійний художній фільм «Стережись! Змії!», знятий на кіностудії «Узбекфільм» Загідом Сабітовим. Головним героєм стрічки є капітан міліції Ніязов (роль виконує Пулат Саїдкасимов).
- В 1988 році вийшов американський бойовик «Червона спека», де головними героями були капітан міліції з СРСР Іван Данко (Арнольд Шварценеггер), та американський сержант поліції Арт Рідзік (Джеймс Белуші).
- У 1989 році вийшов радянський художній фільм «Кримінальний квартет», знятий на кіностудії «Мосфільм»  режисером  Олександром Муратовим. Головні герої стрічки чотири старих друга: слідчий прокуратури Портной, капітани міліції Муханов та Сараєв, а також журналіст Ларін.